# Jan Skorżyński
Jan Skorżyński (ur. 1942, zm. 2007) – polski siatkarz i trener. Absolwent Akademii Wychowania Fizycznego w Warszawie. Wychowanek Czarnych Radom. Do pierwszego zespołu dołączył w 1965 roku, kiedy radomski WKS został zgłoszony do rozgrywek klasy A. W debiutanckim sezonie Skorżyński ze swoją drużyną zmzgania zakończył na 3. miejscu. Później zajął się pracą trenerską. W latach 1973–1979 trenował siatkarzy Czarnych. W 1979 pod jego kierunkiem awansowali do II ligi. Rok później zastąpił go Paweł Blomberg. Radomską drużynę trenował również w sezonie 1984/85, kiedy pod jego kierunkiem rozegrała 21 spotkań w Ekstraklasie. Był również nauczycielem wychowania fizycznego w Zespole Szkół Elektronicznych oraz Zespole Szkół Budowlanych.